# Markthalle (Bort-les-Orgues)

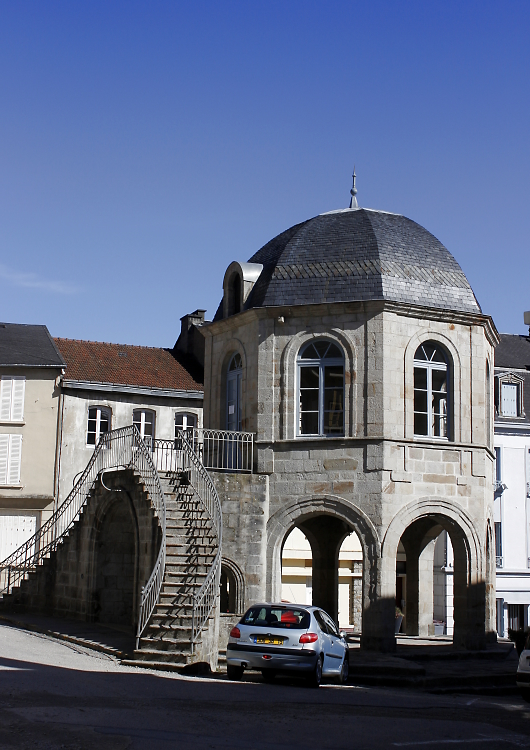
Markthalle in Bort-les-Orgues

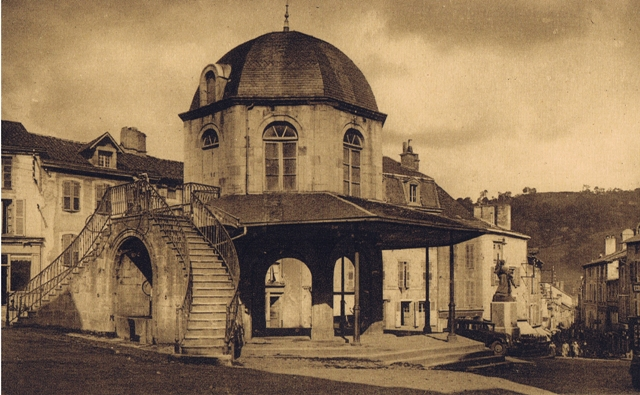
Die ehemalige Markthalle mit Musikpavillon um 1900.

Die Markthalle in Bort-les-Orgues, einer Gemeinde im Département Corrèze in der früheren französischen Region Limousin, heute Nouvelle-Aquitaine, wurde 1821 errichtet. Im Jahr 1965 wurde die ehemalige Markthalle, an der Place du 19 Octobre gegenüber dem Rathaus, als Monument historique in die Liste der Baudenkmäler in Frankreich aufgenommen.
Der achteckige Bau wurde ursprünglich gebaut für den Verkauf und die Lagerung von Weizen. Das Erdgeschoss mit rundbogigen Öffnungen wird von einem Tonnengewölbe abgeschlossen. Das Obergeschoss erreicht man über eine zweiläufige Freitreppe. 
Im Laufe des 19. Jahrhunderts, als die Markthalle nicht mehr für ihren ursprünglichen Zweck genutzt wurde, baute man einen Musikpavillon mit Eisensäulen an, der 1955 abgerissen wurde. Im Gebäude aus Hausteinen mit einem schiefergedeckten Dach wurde beim Umbau im Erdgeschoss ein Brunnen errichtet.      